# Borough of Stafford
Stafford är ett distrikt (motsvarande kommun) i grevskapet Staffordshire i England, Storbritannien. Distriktet har 138 670 invånare (2022). Större orter är Stafford och Stone.  Distriktet är indelat i 40 civil parishes, förutom Stafford som saknar civil parish. 